# Ягъёль (приток Северной Мылвы)
Ягъёль (устар. Яг-Ю) — река в России, протекает по Усть-Куломскому и Троицко-Печорскому районам Республики Коми. Устье реки находится в 195 км от устья Северной Мылвы по правому берегу. Длина реки составляет 13 км.
Исток реки в болотах в 25 км к востоку от Тимшера. Вскоре после истока перетекает из Усть-Куломского в Троцко-Печорский район. Течёт на север, всё течение проходит по ненаселённому заболоченному таёжному лесу. Впадает в Северную Мылву ниже урочища Лава-Кернадор.

## Данные водного реестра
По данным государственного водного реестра России относится к Двинско-Печорскому бассейновому округу, водохозяйственный участок реки — Печора от истока до водомерного поста у посёлка Шердино, речной подбассейн реки — Бассейны притоков Печоры до впадения Усы. Речной бассейн реки — Печора.
Код объекта в государственном водном реестре — 03050100112103000059799.